# Gens Àrria
La gens Àrria (en llatí Arria gens) va ser una família romana que no apareix fins al segle i aC. Sota l'Imperi molts personatges van portar aquest cognom, i era més aviat comú entre els emperadors.